# 弗拉维奥·坎托
弗拉维奥·坎托（葡萄牙語：Flávio Canto，1975年4月16日—），巴西男子柔道运动员。他曾代表巴西参加1996年和2004年夏季奥林匹克运动会柔道比赛，其中2004年奥运会获得一枚铜牌。